# Carrathool
Carrathool is een plaats in de Australische deelstaat New South Wales en telt 99 (schatting) inwoners (2006).